# Liste des plus hauts bâtiments de l'agglomération de Metz
Cette liste mentionne les dix plus hauts bâtiments de la ville française de Metz et son agglomération.
| Place | Nom                                   | Utilisation              | Hauteur (m) | Image |
| ----- | ------------------------------------- | ------------------------ | ----------- | ----- |
| 1     | Cheminée de la centrale thermique EDF | Production d'électricité | 162         |       |
| 2     | Temple de Garnison                    | Édifice religieux        | 97          |       |
| 3     | Cathédrale Saint-Étienne              | Édifice religieux        | 93          |       |
| 4     | Centre Pompidou-Metz                  | Musée                    | 77          |       |
| 5     | Église Sainte-Thérèse                 | Édifice religieux        | 70          |       |
| 6     | Tour Sainte-Barbe                     | Logements                | 60          |       |
| 7     | Tour Coislin                          | Logements                | 54          |       |
| 8     | Tour Cambout                          | Logements                | 53          |       |
| 9     | Tour Bernadette                       | Logements                | 51          |       |
| 10    | Tour des Marronniers                  | Logements                | 50          |       |

### Référence
1. ↑  « Envie de prendre de la hauteur ? Voici le top 10 des plus hauts bâtiments de l'agglomération messine », Le Républicain Lorrain,‎ 19 février 2016 (lire en ligne, consulté le 29 août 2019)